# Menhir Pierre Percée (Draché)

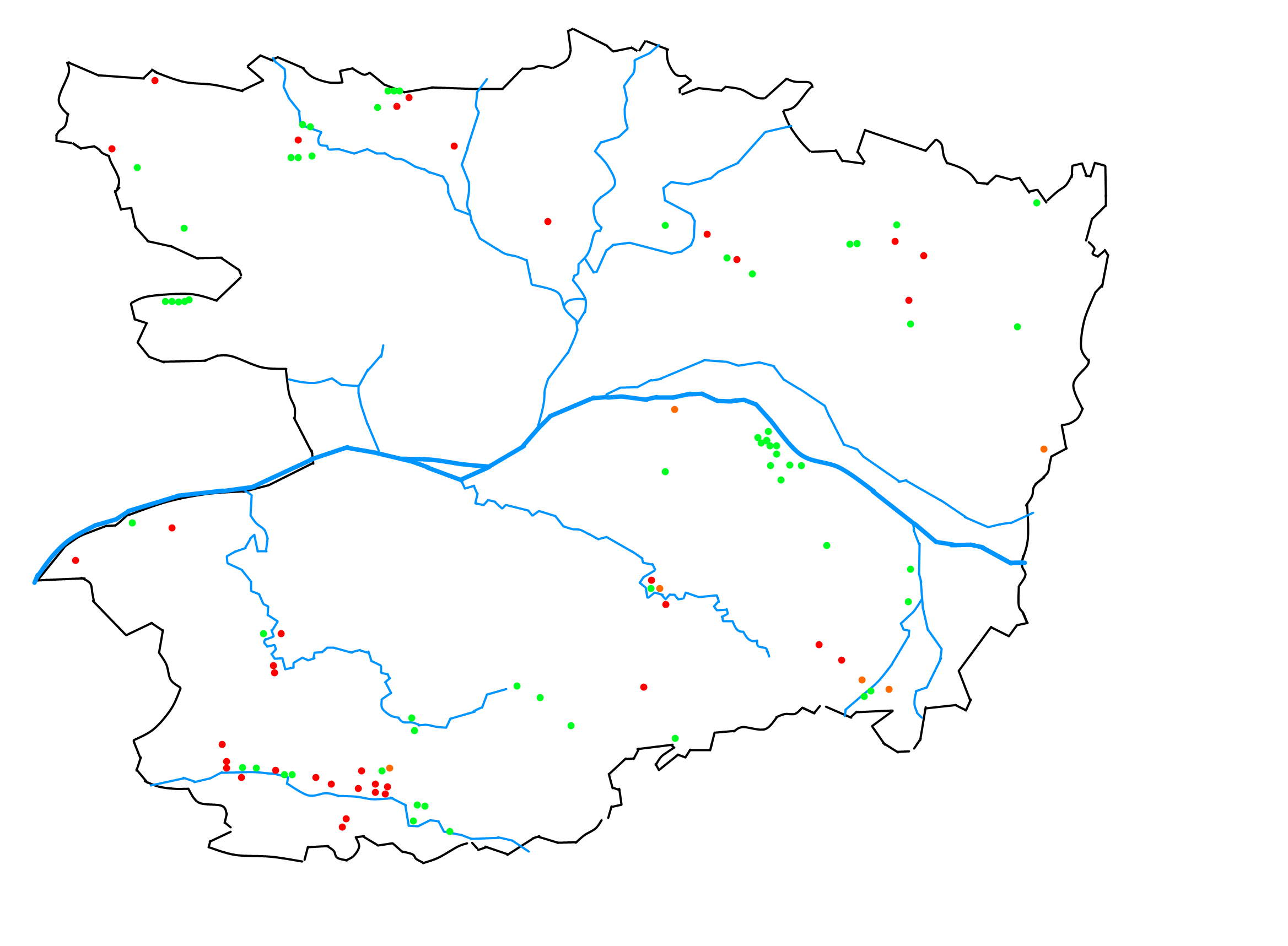
Menhire im Département Indre-et-Loire; grün = erhalten

Der leicht geneigte Menhir Pierre Percée von Draché (auch Menhir des Arabes genannt) steht südlich des Ortes Sainte-Maure-de-Touraine und nördlich von Draché, zwischen der A10 und der D910, im Département Indre-et-Loire in der Region Centre-Val de Loire in Frankreich.

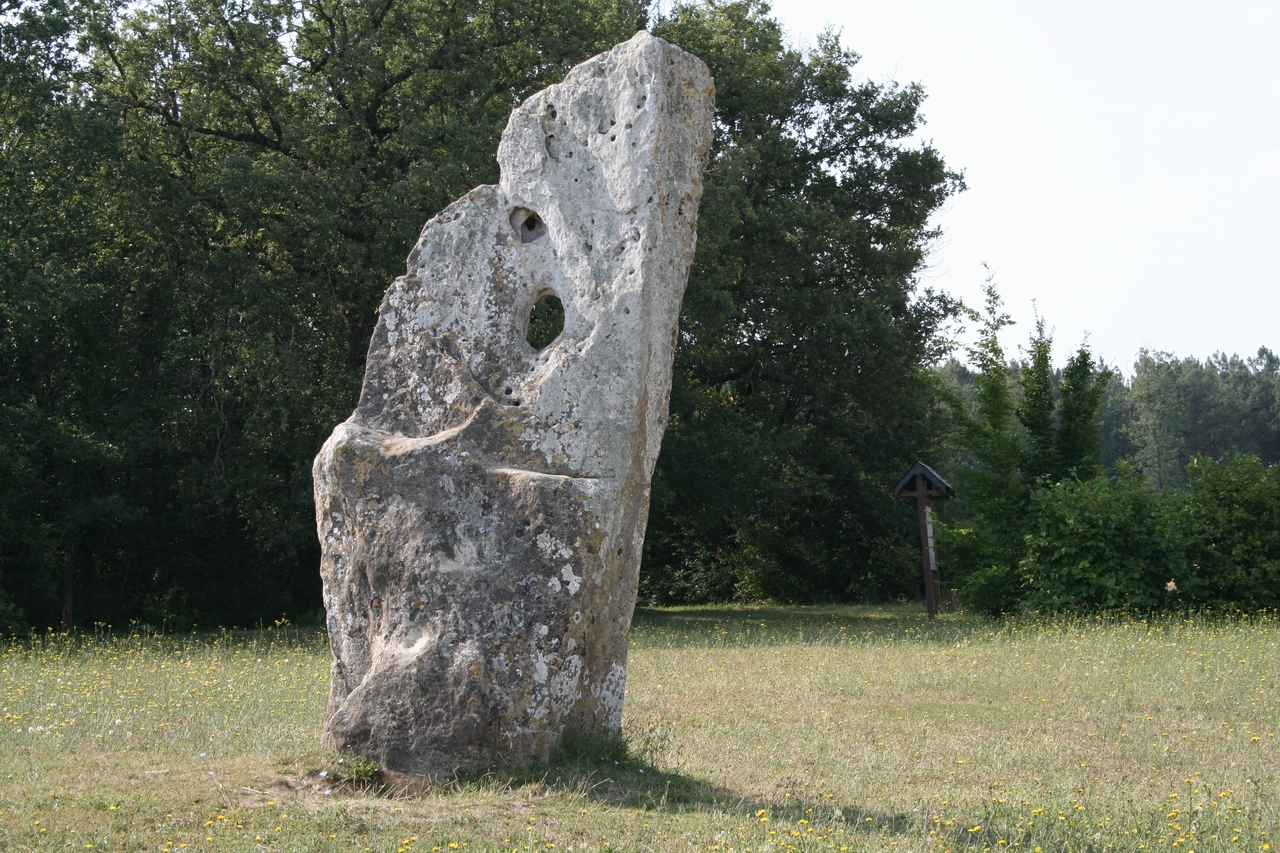
Pierre Percée von Draché

Er ist ein über 3,75 Meter hoher Lochstein, der an der breitesten Stelle 1,5 m breit ist. Auf zwei Drittel der Höhe befindet sich ein ovales Loch von etwa 25 × 20 cm, das vermutlich natürlichen Ursprungs ist.
Um den Menhir ranken sich viele Legenden, die mit Paaren verbunden sind, die sich durch das Loch die Hände reichen und Treue schwören. Es gibt auch eine Legende, dass der Stein für Opfer verwendet wurde und alle Teile des Opfers durch das Loch geführt werden mussten. Die Tradition berichtet auch, dass im Jahr 732 beim Menhir eine Schlacht stattfand, wovon der andere Name des Menhirs stammt, der in der Mitte zwischen Tours und Poitiers steht.
Der Dolmen von Boumiers befindet sich etwa einen Kilometer nördlich.